# 注解
注解又稱注释、批註，是文件、書本和文献中與正文有關的额外信息和補充內容。從具體內容來說，注解可以是對正文的解釋以及评论。注释基本上位於頁面的最底端。